# Port lotniczy Lamezia Terme
Port lotniczy Lamezia Terme – lotnisko położone 1 km od Lamezia Terme, w Kalabrii. W 2023 obsłużył około 2,8 mln pasażerów.

## Linie lotnicze i połączenia
| Linia Lotnicza    | Kierunek |
| ----------------- | --- |
| Air Transat       | Sezonowo: 1. Toronto-Pearson |
| AlbaStar          | Sezonowo: 1. Bergamo |
| Austrian Airlines | Sezonowo: 1. Wiedeń |
| Condor            | Sezonowo: 1. Düsseldorf 2. Frankfurt 3. Monachium |
| Discover Airlines | Sezonowo: 1. Frankfurt 2. Monachium |
| EasyJet           | 1. / Bazylea 2. Mediolan-Malpensa Sezonowo: 1. Genewa |
| Edelweiss Air     | 1. Zurych |
| Eurowings         | Sezonowo: 1. Kolonia/Bonn 2. Düsseldorf 3. Hanower 4. Salzburg 5. Stuttgart Sezonowe czartery: 1. Innsbruck |
| ITA Airways       | 1. Mediolan-Linate 2. Rzym-Fiumicino |
| Lufthansa         | 1. Frankfurt (od 6 kwietnia 2025) |
| Luxair            | Sezonowo: 1. Luksemburg |
| Neos              | Sezonowo: 1. Mediolan-Malpensa 2. Werona |
| Ryanair           | 1. Bergamo 2. Bolonia 3. Bukareszt (od 31 marca 2025) 4. Genua 5. Frankfurt-Hahn 6. Londyn-Stansted 7. Malta 8. Memmingen 9. Mediolan-Malpensa 10. Piza 11. Tirana 12. Turyn 13. Werona Sezonowo: 1. Bruksela-Charleroi 2. Karlsruhe/Baden-Baden 3. Kraków 4. Madryt (od 1 kwietnia 2025) 5. Norymberga 6. Treviso 7. Triest (od 30 marca 2025) 8. Walencja 9. Wenecja 10. Wiedeń 11. Wrocław (od 30 marca 2025) |
| Sky Alps          | Sezonowo: 1. Bolzano |
| Smartwings        | Sezonowo: 1. Brno 2. Praga |
| Transavia         | Sezonowo: 1. Paryż-Orly |
| TUI Airways       | Sezonowo: 1. Londyn-Gatwick 2. Manchester |
| TUI fly Belgium   | Sezonowo: 1. Bruksela |